# فيليب دانيلز
فيليب دانيّلز (بالإنجليزية: Phillip Daniels)‏ هو لاعب كرة قدم أمريكية أمريكي، ولد في 4 مارس 1973 في دونالسونفيل في الولايات المتحدة.

## وصلات خارجية
- فيليب دانيلز على موقع مرجع كرة القدم المحترفة.كوم (الإنجليزية)